# 21 Questions
21 Questions è un singolo del rapper statunitense 50 Cent, pubblicato il 29 aprile 2003 come secondo estratto dall'primo album Get Rich or Die Tryin'. Il brano, che contiene un campionamento di It's Only Love Doing Its Thing di Barry White del 1978, è stato scritto da 50 Cent, K. Risto, J. Cameron, e V. Cameron. Il singolo rappresenta il secondo numero uno nella classifica statunitense Billboard Hot 100.

## Descrizione
Il brano vede la collaborazione del rapper e cantante Nate Dogg, cugino di Snoop Dogg. La decisione di affidare il ritornello a Nate venne da Dr. Dre, che figurava tra i produttori di Get Rich or Die Tryin'.
Nel testo 50 Cent pone, come suggerito dal titolo, esattamente 21 domande alla donna amata per chiederle soprattutto se sia disposta ad amarlo anche nei momenti più difficili. Tra queste, 4 domande sono poste da Nate Dogg durante il ritornello che nella prima stesura del brano era comunque cantato dallo stesso 50 Cent. 

## Tracce
CD-Maxi (Universal, 980719-5)
1. 21 Questions – 3:47
2. Soldier (feat. G-Unit Freestyle) – 3:42
3. 21 Questions (Live From New York) – 3:34
4. 21 Questions (Video)

Durata totale: 11:03

## Classifiche
| Classifica (2003)                               | Posizione più alta |
| ----------------------------------------------- | ------------------ |
| Australia                                       | 1                  |
| Austria                                         | 1                  |
| Belgio                                          | 3                  |
| Canada                                          | 5                  |
| Danimarca                                       | 18                 |
| Paesi Bassi                                     | 4                  |
| Finlandia                                       | 7                  |
| Francia                                         | 6                  |
| Germania                                        | 2                  |
| Irlanda                                         | 2                  |
| Nuova Zelanda                                   | 2                  |
| Norvegia                                        | 3                  |
| Svezia                                          | 4                  |
| Svizzera                                        | 3                  |
| Regno Unito                                     | 6                  |
| U.S. Billboard Hot 100                          | 1                  |
| U.S. Billboard Top 40 Mainstream                | 1                  |
| U.S. Billboard Hot R&B/Hip-Hop Singles & Tracks | 1                  |
| U.S. Billboard Hot Rap Tracks                   | 1                  |